# آشوت ساغیان
آشوت سروبی ساغیان (ارمنی: Աշոտ Սերոբի Սաղյան؛ زادهٔ ۷ آوریل ۱۹۵۷) یک شیمی‌دان اهل ارمنستان است.

## زندگی‌نامه
در ۷ آوریل ۱۹۵۷ ‏در چاپار به دنیا آمد و از دانشگاه دولتی ایروان (۱۹۷۸) فارغ‌التحصیل شد. وی عضو فرهنگستان ملی علوم ارمنستان بود. وی همچنین برنده جایزه دولتی جمهوری ارمنستان (۲۰۱۵)، دانشمند شایسته جمهوری ارمنستان (۲۰۱۳) و جایزه رئیس‌جمهور جمهوری ارمنستان (جایزه پوغوسیان) (۲۰۰۵ و ۲۰۱۲)  شده است.

## یادداشت
1. ↑  քիմիական գիտությունների դոկտոր
2. ↑  SCIENTIFIC AND PRODUCTION CENTER “ARMBIOTECHNOLOGY” NAS RA